# Сеансовый ключ
Сеансовые ключи (сессионные ключи) — ключевая информация в криптографии, вырабатываемая между двумя пользователями, обычно для защиты канала связи. Обычно сеансовым ключом является общий секрет — информация, которая вырабатывается на основе секретного ключа одной стороны и открытого ключа другой стороны. Существует несколько протоколов выработки сеансовых ключей и общих секретов, среди них, в частности, алгоритм Диффи—Хеллмана.
Несмотря на усложнение криптосистем, возникающее при введении сессионных ключей, они помогают решить две основные задачи:
1. Ограничение количества информации, зашифрованной на одном ключе. Это снижает возможности атакующего по применению ряда криптоаналитических методик, которые требуют большого объема перехваченной информации.
2. Ускорение работы в системах с применением асимметричной криптографии. Подобные криптосистемы непрактично медленны для многих применений (например, шифрования больших объемов данных для передачи по быстрым сетям, например через электронную почту или Интернет). Поэтому применяются гибридные решения, в которых асимметричный метод позволяет надежно передать ключ шифрования для быстрых симметричных криптосистем, которыми уже шифруются данные. Такими гибридами является PGP и GPG, SSH, а также протоколы TLS (HTTPS).[2]

Дополнительно применение сеансовых ключей снижает количество секретных ключей, для которых требуется безопасное хранение и создает независимость между разными сеансами связи.